# Wolfert van Brederode (1495-1548)
Wolfert van Brederode was heer van Kloetinge en werd heer van Asten door zijn huwelijk in 1520 met Adriana Back van Asten, die vrouwe van Asten was. Dit was haar tweede huwelijk.
Wolfert van Brederode verbleef meestal in Utrecht of op Kasteel Durendaal te Oisterwijk. In 1524 werd hij, samen met zijn vader, Walraven II van Brederode, beschuldigd van hoogverraad door keizer Karel V. Hij zou namelijk de Gelderse troepen in Vianen hebben binnengelaten en de graaf van Buren de toegang tot de stad hebben ontzegd. De vorsten trachtten regelmatig de macht van de plaatselijke heren in te perken, wat niet zelden een reden voor deze heren was om de kant van de opstandelingen onder Willem van Oranje te kiezen.
Hij overleed op Kasteel Durendaal en werd te Vianen begraven. Er wordt opgemerkt: Hij was onlanx te voren van Brussel gekomen, daar men meind dat hem vergiftigt ingegeven was.
Adriana Back van Asten en Wolfert van Brederode werden opgevolgd door Reinoud IV van Brederode-Cloetingen.

## Gezin
- Gehuwd met: Adriana Back van Asten
- Kinderen:
  - Reinoud IV van Brederode-Cloetingen
  - Margaretha van Brederode

- Buitenechtelijke verbintenis met: ?
  - Walraven van Brederode